# مسرح نوفيلو
مسرح نوفيلو (بالإنجليزية: Novello Theatre)‏ هو أحد مسارح وست اند في ألدويتش، في مدينة وستمنستر. يتسعُ المسرح ل 1,105 شخص وتم افتتاحه بتاريخ 22 مايو 1905.

## التاريخ
تم بناء المسرح مع مسرح ألدويتش على كل من جانبي فندق والدورف هيلتون في لندن، وكلاهما صممه وليام جورج روبرت سبراغ.